# Igor Figueiredo
Igor Almeida Figueiredo (ur. 11 października 1977 w Rio de Janeiro) – brazylijski snookerzysta.

## Kariera amatorska
W 2009 roku, podczas Mistrzostw świata IBSF zajął II miejsce, przegrywając w finale z Alfredem Burdenem.
W sezonie 2009/2010 brał udział w cyklu turniejów International Open Series a na zakończenie sezonu w rankingu PIOS zajął 12 miejsce.

## Kariera zawodowa
Igor Figueiredo w Main Tourze po raz pierwszy znalazł się w roku 2010 (sezon 2010/2011), dzięki otrzymaniu od WPBSA „dzikiej karty”. W światowym rankingu snookerowym na sezon 2010/2011 sklasyfikowany na 94 miejscu.

### Sezon 2010/2011
W kwalifikacjach do Shanghai Masters 2010 zawodnik ten doszedł do trzeciej, przedostatniej rundy pokonując kolejno: Jamie O’Neilla 5-4 oraz Davida Gilberta 5-4. Przegrał w trzeciej rundzie z Fergalem O’Brienem 1-5.